# Brian Labone
Brian Leslie Labone (23. januar 1940 – 24. april 2006) var en engelsk fodboldspiller, der spillede hele sin aktive karriere, fra 1958 til 1971, som midterforsvarer hos Everton F.C. i sin fødeby. Med klubben vandt han blandt andet to engelske mesterskaber.
Labone blev desuden noteret for 26 kampe for Englands landshold. Han repræsenterede sit land ved EM i 1968 og VM i 1970.

## Titler
Engelsk 1. division
- 1963 og 1970 med Everton F.C.

FA Cup
- 1966 med Everton F.C.

Charity Shield
- 1963 og 1970 med Everton F.C.